# St. Rochus (Hatzenport)

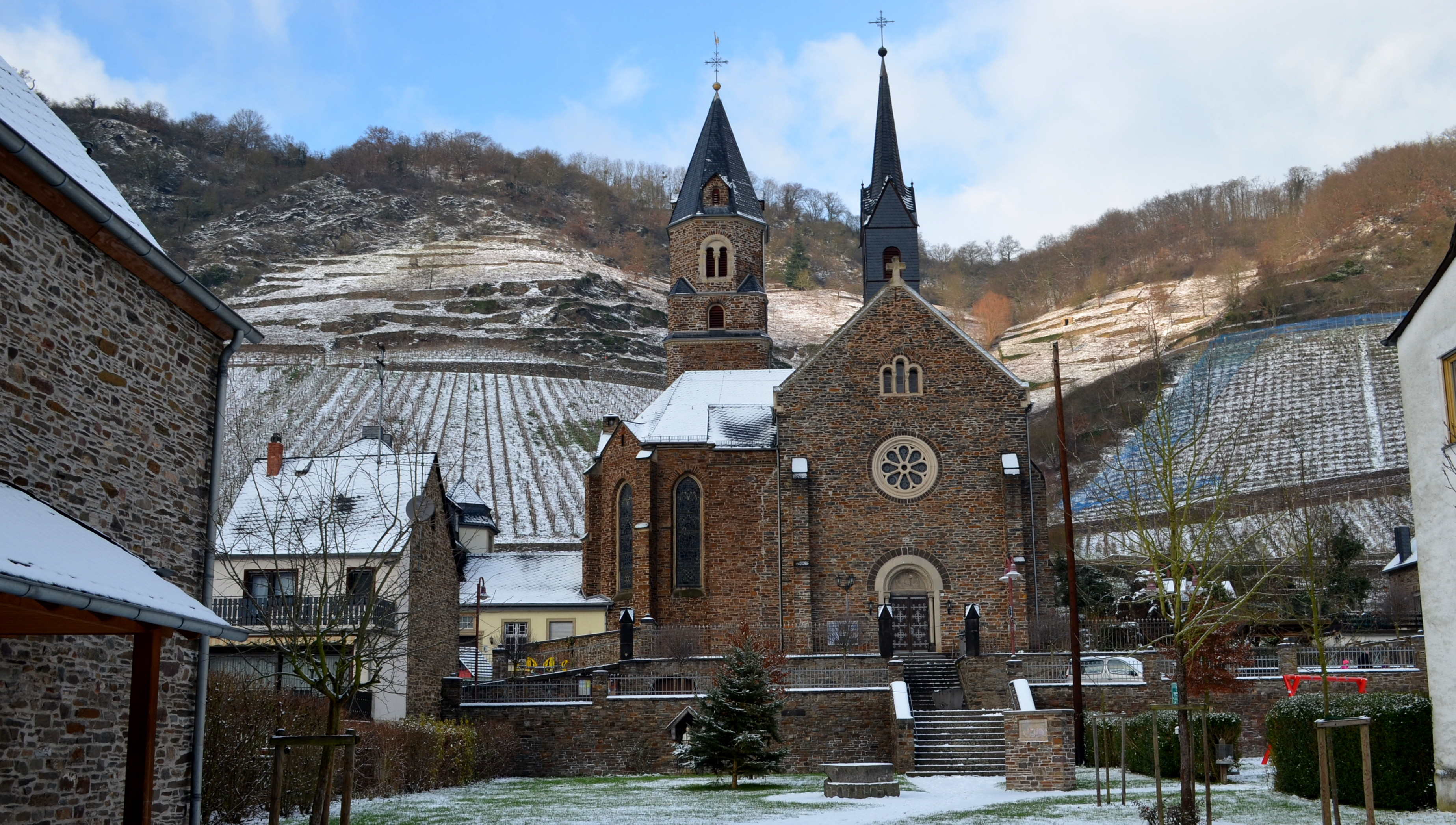
Kirche St. Rochus in Hatzenport

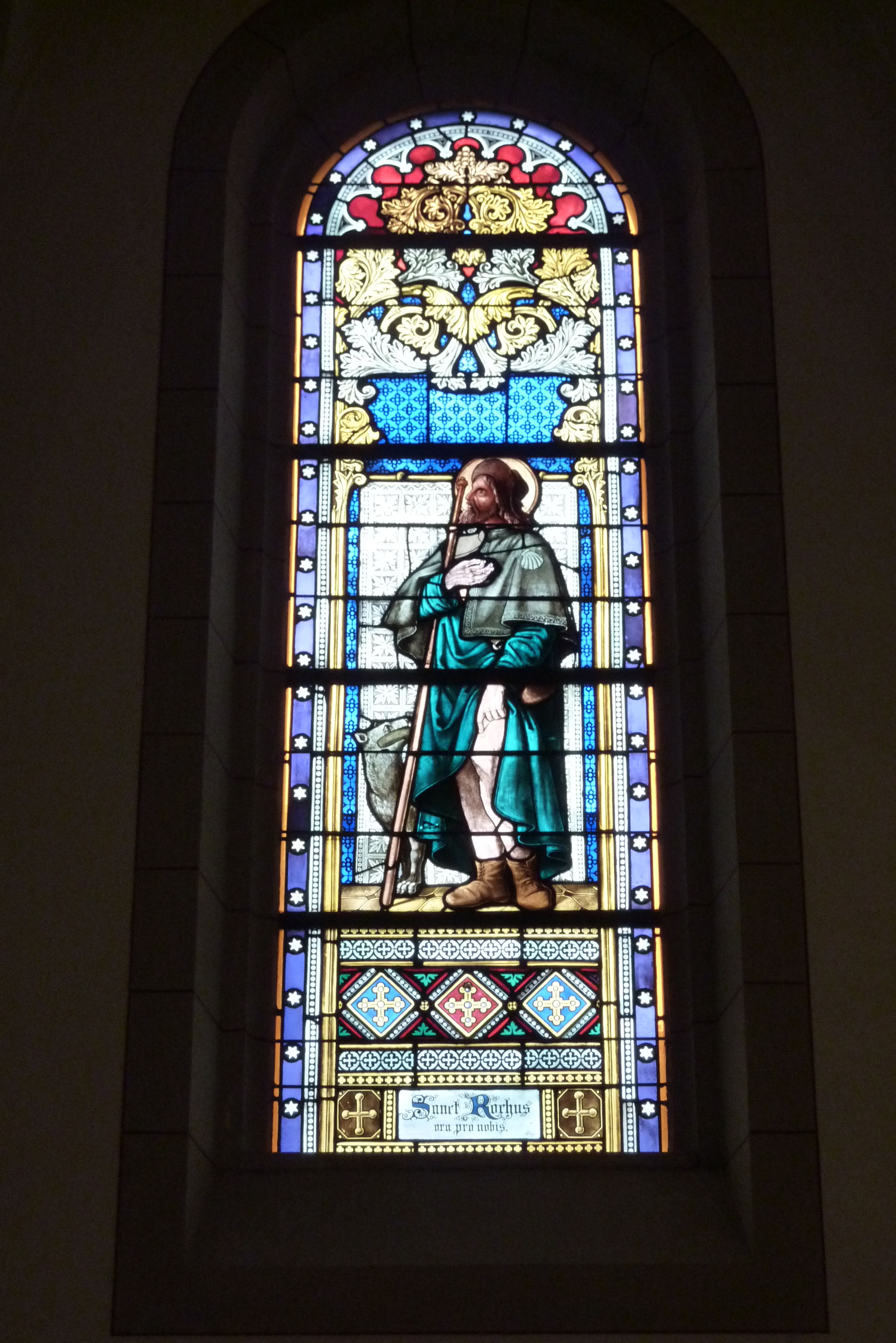
Bleiglasfenster mit der Darstellung des heiligen Rochus

Die katholische Kirche St. Rochus in Hatzenport, einer Ortsgemeinde im Landkreis Mayen-Koblenz in Rheinland-Pfalz, wurde 1869/70 errichtet.
Die alte St.-Rochus-Kapelle wurde 1869 abgerissen, da sie baufällig geworden war. Nur etwa 100 Meter moselaufwärts wurde 1869/70 durch den Koblenzer Baumeister Hermann Nebel die heutige Kirche erbaut, die 1910/11 durch Peter Marx einen neugotischen Anbau und einen massiven Turm erhielt. Ebenso wurde zu dieser Zeit das benachbarte Pfarrhaus errichtet. Die Kirche ist dem heiligen Rochus geweiht, dem Schutzpatron der Pestkranken und der Haustiere.
Der größte Teil der Baukosten konnte aus der Stiftung des ehemaligen Pfarrers von Hatzenport, Jakob Platten († 1858), finanziert werden.
Auf einem der drei Chorfenster befinden sich ein preußischer Adler und eine lateinische Inschrift, die übersetzt lautet: Durch ein Geschenk des Königs Wilhelm hat der Glasmaler diese drei Fenster reich gezieret.